# Deb Fischer
Pour les articles homonymes, voir Fischer.
Debra Fischer, dite Deb Fischer, née Strobel le 1er mars 1951 à Lincoln (Nebraska), est une femme politique américaine, membre du Parti républicain et sénatrice du Nebraska au Congrès des États-Unis depuis 2013. Elle siège auparavant à la législature du Nebraska à partir de 2005.

## Biographie

### Législature du Nebraska
Élue à la législature du Nebraska en 2004, Fischer siège du 3 janvier 2005 au 3 janvier 2013 pour le 43e district de l'État, étant réélue sans opposition en 2008. Le district est très rural, dans les prairies mixtes des Sand Hills, sur la frontière avec le Dakota du Sud.

### Sénat des États-Unis
En janvier 2012, Fischer annonce qu'elle est candidate à l'investiture du Parti républicain pour le Sénat des États-Unis. Le premier sondage sur la primaire républicaine la place à 6 %, en quatrième position, loin derrière le procureur général d'État Jon Bruning avec ses 47 %. Elle grimpe dans les sondages, pour finalement s'imposer, le 15 mai 2012, avec 40,9 % des suffrages.
Puisque le sénateur sortant Ben Nelson, membre du Parti démocrate, ne se représente pas, Deb Fischer fait face lors de l'élection à Bob Kerrey, qui occupe le siège de 1989 à 2001. Elle le bat par 57,8 % des suffrages contre 42,2 % à ce dernier. Lors des élections de 2018, elle est réélue pour un deuxième mandat, par 57,7 % des suffrages contre 38,6 % à Jane Raybould, candidate du Parti démocrate.
Lors des élections de 2024, elle n'a pas d'adversaire démocrate mais affronte un candidat indépendant, Dan Osborn, à qui les sondages prédisent un score étonnamment élevé pour un État comme le Nebraska, contre qui elle remporte un troisième mandat.

## Positionnement politique
Fischer est membre de l'aile droite du Parti républicain : elle souhaite l'abrogation de la reforme de santé mise en place par le président Barack Obama et du DREAM Act sur l'immigration. Fischer est opposée au droit à l'avortement, et contre les restrictions sur le port des armes à feu.